# Фіброма
Фіброма — доброякісна пухлина з волокнистої сполучної тканини. Часто поєднується з розростанням інших тканин — м'язової (фіброміоми), судинної (ангіофіброма), залозистої (фіброаденома). Виникає на шкірі, слизових оболонках, у сухожиллях, молочній залозі, матці.
У стоматології фіброми щелеп часто зустрічаються у дітей, частіше у дівчаток, ростуть повільно, однак можуть досягати великих розмірів. Рентгенологічні зміни нехарактерні — округлої форми вогнище розрідження кісткової тканини овальної форми, витягнуте у горизонтальному напрямку, малої прозорості, однорідне. Як ускладнення можуть спостерігатися патологічні переломи. Схильності до малігнізації немає.